# 1982-es Roland Garros
Az 1982-es Roland Garros az év első Grand Slam-tornája, a Roland Garros 81. kiadása volt, amelyet május 24–június 6. között rendeztek Párizsban. Férfiaknál a svéd Mats Wilander, nőknél az amerikai Martina Navratilova nyert.

## Döntők

### Férfi egyes
Mats Wilander -  Guillermo Vilas 1-6, 7-6, 6-0, 6-4

### Női egyes
Martina Navratilova -  Andrea Jaeger 7-6, 6-1

### Férfi páros
Sherwood Stewart /  Ferdi Taygan -  Hans Gildemeister /  Belus Prajoux 7-5, 6-3, 1-1 visszaléptek

### Női páros
Martina Navratilova /  Anne Smith Rosemary -  Rosemary Casals /  Wendy Turnbull 6-3, 6-4

### Vegyes páros
Wendy Turnbull /  John Lloyd -  Claudia Monteiro /  Cassio Motta, 6-2, 7-6